# Resist the Thought
Resist the Thought ist eine australische Deathcore- und Metalcore-Band aus Sydney, die 2007 gegründet wurde, sich 2013 auflöste und seit 2018 wieder aktiv ist.

## Geschichte
Die Band wurde im Jahr 2007 im Westen Sydneys gegründet. Nach einer eigenveröffentlichten EP im Jahr 2009 unter dem Namen The Gift of Sacrifice, ging es zusammen mit The Red Shore, The Acacia Strain, Suicide Silence und All Shall Perish auf Tour. 2010 erschien über New Justice Records das Debütalbum Damnation. Im März 2012 begab sich die Band in die USA, um in den Lambesis Studios in Escondido, Kalifornien, mit dem Produzenten Dan Castleman das zweite Album aufzunehmen. Auf dem Album sind Hernan „Eddie“ Hermida von All Shall Perish und Chris „CJ“ McMahon von Thy Art Is Murder als Gastsänger zu hören. Das Album erschien im selben Jahr bei Skull and Bones Records unter dem Namen Sovereignty. Der Veröffentlichung wurde eine DVD beigelegt, die zwei Film-Clips sowie eine Dokumentation, die den Aufnahmeprozess des Albums thematisiert, enthält. Im November 2013 löste sich die Band auf. Seit 2018 ist die Band mit veränderter Besetzung wieder aktiv. Als Single wurde Set Me Free veröffentlicht.

## Stil
Kane_H von killyourstereo.com schrieb in seiner Rezension zu Sovereignty, dass die Band hierauf Metalcore-Liedstrukturen benutzt und dabei öfter Ausflüge in den Extreme Metal mache. Die Lieder seien fast durchgehend laut und schnell. Die Songs seien geprägt durch tiefe Riffs, ein beständiges Tempo und gutturalen Gesang. Die Musik sei für Fans von As I Lay Dying, All Shall Perish und Impending Doom geeignet. Steven Pongrac von megustareviews.com rezensierte das Album ebenfalls und ordnete die Band dem Deathcore und Metalcore zu. Besonders fielen ihm die Gitarren-Soli auf. Ansonsten würden Breakdowns, ein markanter, oft auch tiefer Gesang, ein schnelles Schlagzeugspiel und Riffs, die an Deathcore-Bands von der Mitte der 2000er Jahre erinnern würden, die Songs ausmachen.

## Diskografie
- 2009: The Gift of Sacrifice (EP, Eigenveröffentlichung)
- 2010: Damnation (Album, New Justice Records)
- 2011: Resurrect the Reaper (Single, New Justice Records)
- 2012: Sovereignty (Album, Skull and Bones Records)